# Prêmios Critics' Choice Movie
Os Prêmios Critics' Choice Movie (no original, em inglês: Critics' Choice Movie Awards), anteriormente conhecido como Broadcast Film Critics Association Award, são concedidos anualmente desde 1995 pela Broadcast Film Critics Association (BFCA) para honrar as melhores realizações cinematográficas. Cédulas escritas são submetidas a votação durante um período de uma semana e, por conseguinte, os nomeados são anunciados em dezembro; os vencedores escolhidos pela votação subsequente são revelados na cerimônia anual ocorrida em janeiro. Além disso, troféus especiais são entregues à critério do Conselho de Administração da BFCA. Conhecidos por sua credibilidade, são um dos prêmios mais prestigiados do cinema norte-americano e servem como um termômetro para o Oscar.
Os prêmios foram originalmente intitulados simplesmente Critics' Choice Awards; contudo, em 2010, a palavra Movie foi adicionada ao seu nome, para diferenciá-los dos Critics' Choice Television Awards, que foram concedidos pela primeira vez no ano seguinte pela recém-criada Broadcast Television Critics Association. O nome Critics' Choice Awards se refere oficialmente a ambos os conjuntos de prêmios coletivamente.
De 2006 a 2009, a cerimônia foi realizada no Auditório Cívico de Santa Mônica. De 2010 a 2012, aconteceu no Hollywood Palladium. A transmissão televisiva do evento mudou do canal VH1 para o The CW em 2013, com a 19.ª cerimônia sendo exibida no dia 16 de janeiro do ano seguinte ao vivo do Barker Hangar, em Santa Monica, Califórnia. Em outubro de 2014, foi anunciado que o Critics' Choice Movie Awards seria televisionado pelo A&E em 2015 e 2016.

## Categorias
- Melhor Filme (desde 1995)
- Melhor Diretor (desde 1995)
- Melhor Ator (desde 1995)
- Melhor Atriz (desde 1995)
- Melhor Ator Coadjuvante (desde 1995)
- Melhor Atriz Coadjuvante (desde 1995)
- Melhor Ator ou Atriz Jovem (desde 1995)
- Melhor Filme de Animação (desde 1998)
- Melhor Filme de Família (1997–2007)
- Melhor Filme Estrangeiro (desde 1995)
- Melhor Filme de Comédia (desde 2005)
- Melhor Ator em comédia (desde 2012)
- Melhor Atriz em comédia (desde 2012)
- Melhor Filme de Ação (desde 2009)
- Melhor Ator em Filme de Ação (2012–2016)
- Melhor Atriz em Filme de Ação (2012–2016)
- Melhor Atriz em Filme Internacional (desde 2024)
- Melhor Filme de Ficção Cientifica e/ou Terror (desde 2012)
- Melhor Documentário (1995–2016)
- Melhor Elenco (desde 2002)
- Melhor Roteiro Original (desde 2002)
- Melhor Roteiro Adaptado (desde 2002)
- Melhor Fotografia (desde 2009)
- Melhor Edição (desde 2009)
- Melhor Direção de Arte (desde 2009)
- Melhor Som (2009–2011)
- Melhores Efeitos Visuais (desde 2009)
- Melhor Maquiagem (desde 2009)
- Melhor Figurino (desde 2009)
- Melhor Trilha Sonora (desde 1998)
- Melhor Canção (desde 1998)